# Agnorisma bugrai
Agnorisma bugrai är en fjärilsart som beskrevs av Ahmet Ömer Koçak 1983. Agnorisma bugrai ingår i släktet Agnorisma och familjen nattflyn. Inga underarter finns listade i Catalogue of Life.